# Georg Naumann

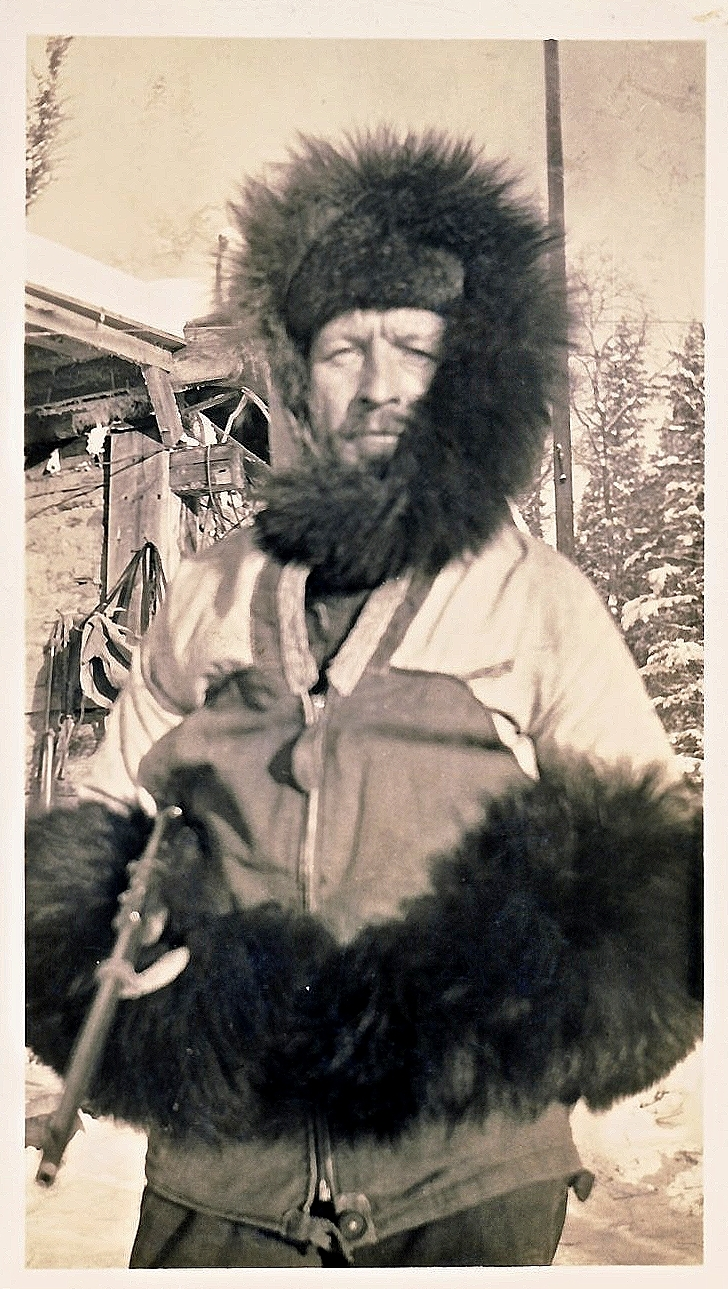
Georg Naumann

Kurt Georg Naumann (* 10. November 1901 in Radeberg; † 6. Juni 1978 in Upper Wells / Athabasca) war ein deutscher Naturwissenschaftler, Trapper und Pionier bei der frühen lokalen Auffindung und Nutzung der Öl-/ Erdgasvorkommen im nördlichen Einzugsgebiet des Athabasca River.

## Leben
Georg Naumann war der älteste Sohn des Radeberger Fabrikarbeiters August Otto Naumann (1874–1922) und dessen Ehefrau Anna, geb. Berger (1876–1966), die außer Georg noch 5 weitere Kinder (4 Söhne und eine Tochter) hatten. Nach dem frühen Tod des Vaters lastete die Verantwortung für die Versorgung der großen Familie, die nach dem Ersten Weltkrieg in der nachfolgenden Hungerzeit existentiell gefährdet war, auf dem ältesten Sohn Georg.
Nach dem Volksschulbesuch in Lotzdorf von 1908 bis 1916 erlernte er von 1916 bis 1919 in der Liegauer Grundmühle das Mahlmüller- und Bäckerhandwerk, außerdem das Handwerk des Sägemüllers. In seiner Freizeit war er naturwissenschaftlich tätig und bildete sich autodidaktisch über die Angebote der Kosmos Gesellschaft der Naturfreunde weiter. Da die Familie unmittelbar am Stadtrand von Radeberg an der Dresdner Heide wohnte, beschäftigte er sich schon frühzeitig mit dem Forst- und Jagdwesen. Anfang der 1920er Jahre war er infolge der allgemeinen Rezession und Depression arbeitslos geworden und wollte sich der Auswanderungswelle in die USA, nach Kanada, Brasilien oder Australien anschließen.

Als der Radeberger Präparator und Naturforscher Max Hinsche (1896–1939) einen Partner für seine im Auftrag der „Staatlichen Museen für Tierkunde und Völkerkunde Dresden“ geplante mehrjährige Expeditionsreise in den Hohen Norden Kanadas suchte, fiel seine Wahl auf Georg Naumann. In dem 1938 von Max Hinsche veröffentlichten Buch „Kanada wirklich erlebt“ ist Georg Naumann unter dem Pseudonym „Partner N.“ dokumentiert. Gemeinsam und fast mittellos begannen sie ihre Forschungsreise am 27. Mai 1926 mit der Überfahrt auf dem Dampfturbinenschiff „Empress of France“ von Hamburg nach Quebec. In Kanada arbeiteten sie zunächst auf einer Farm bei Winnipeg, um sich das Geld für Lebensmittel und Expeditions-Ausrüstung zu verdienen. Mit der Canadian National Railways reisten sie über Edmonton nordwärts nach Athabasca Landing und von dort mit einem Boot ca. 250 km flussabwärts (nordwärts) auf dem Athabasca River zu ihrem anvisierten Ziel in die Urwälder am Athabasca River, in die Nähe der alten indianischen Anlegestelle „Pelican Portage“. 

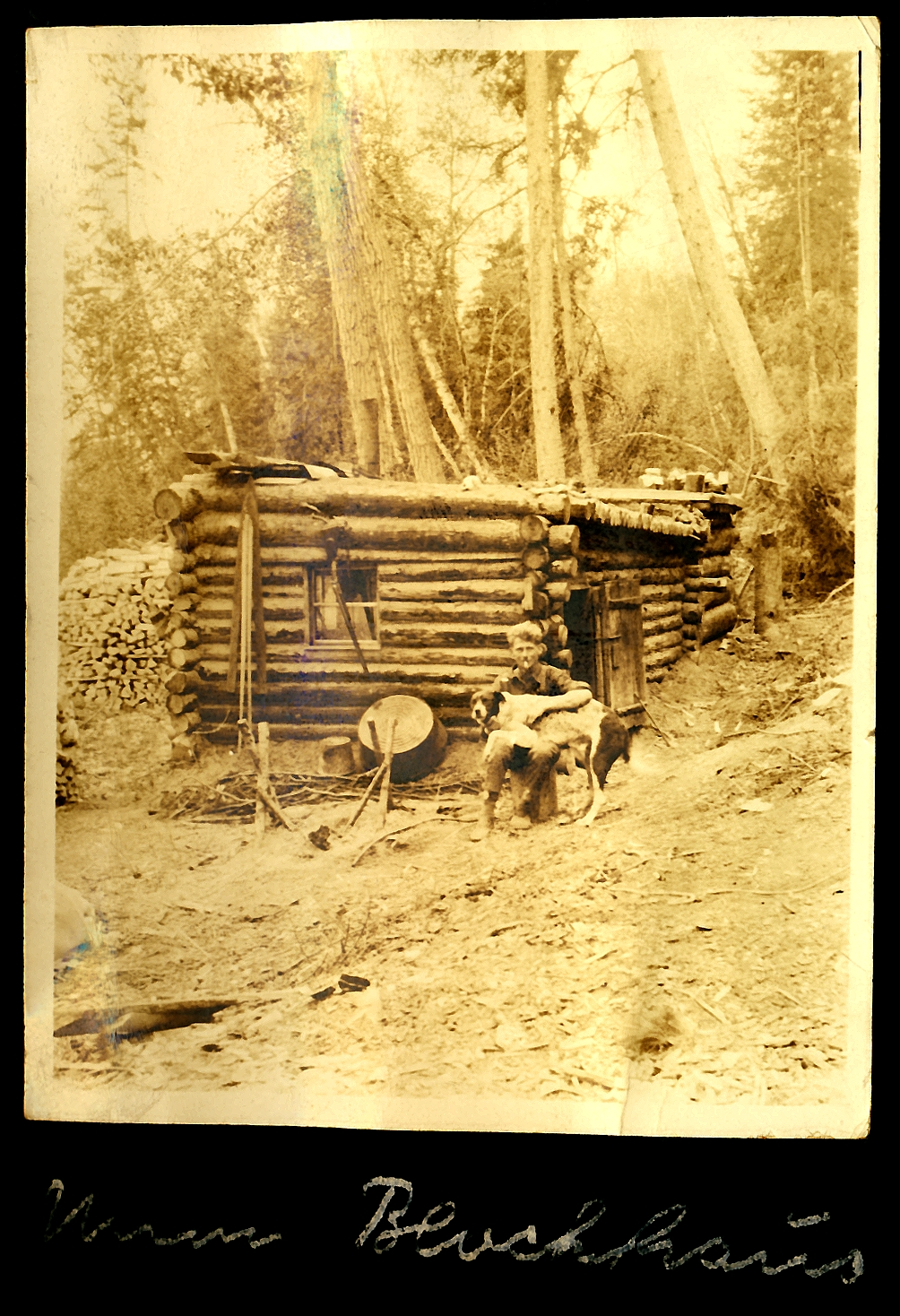
Das erste Blockhaus von Naumann und Hinsche 1926

 Hier bauten sie ihr erstes Blockhaus, später ein zweites am House River.
Der erste Kanadische Winter brachte Naumann und Hinsche durch Hunger und Kälte (Erfrierungen) an die physischen Existenzgrenzen. Bootsfahrten auf dem unberechenbaren Athabasca River endeten fast dramatisch. Schließlich rettete Georg Naumann gemeinsam mit Indianern der Plains Cree (Paskwa Wi Iniwak) seinem Partner Max Hinsche nach einer unversorgten versehentlichen Schussverletzung in Einsamkeit und Kälte das Leben. Nach dem ersten Winter trennten sie sich aus wirtschaftlichen Gründen. Georg Naumann begann 10 Kilometer flussabwärts (nördlich) mit dem Aufbau seiner eigenen Existenz am Athabasca River. Hier lebte er in den Sommermonaten von Fischfang, Jagd und dem Anbau von Feldfrüchten und im Winter als Trapper vom Verkauf der Pelze. Seine Linien (Fallenstrecken) baute er auf eine Länge bis 100 Kilometer aus.
Seit 1938 ist Naumanns kanadische Staatsbürgerschaft belegt.
Georg Naumann war nicht verheiratet, er hatte in mehreren offenen Beziehungen mit Halbindianerinnen, die aus der französischstämmigen Familienlinie Cardinal abstammten, 15 Kinder. Nach der Trennung von den Frauen erzog er selbst 5 Kinder als alleinerziehender Vater in seinem Blockhaus in Pelican Portage: George (Dick), Hazel, Garry, Rose Mary und Jerry Naumann.
Er verstarb am 6. Juni 1978 im Alter von 76 Jahren in Athabasca/Kanada, ohne jemals wieder nach Deutschland zurückgekehrt zu sein. Beigesetzt wurde er in Upper Wells nahe Athabasca auf einem Waldfriedhof.

## Wirken
In der Umgebung seines Siedlungsgebietes und auch weiter nördlich wurde Naumann auf natürliche, stetige Gasaustritte aufmerksam, die bisher unbeachtet waren und die vor ihm noch niemand beschrieben hatte. Seine Untersuchungen ließen auf Gas-Ressourcen aus damals noch unbekannten Quellen schließen. Er war in dieser Zeit auf großen Strecken am Flusslauf des Athabasca River unterwegs, da er ab 1949 als Postmaster im Distrikt Athabasca/Alberta tätig war. Zu seinen Aufgaben als Master of Post Office „Pelican Portage – Settlement“ gehörten neben dem Schrift- und Rechnungswesen auch die Zustellung der Post per Motorboot an die Trapper und Ureinwohner. Dabei entdeckte er immer neue Gasaustritte, die auf einen hohen Anteil an Öl in den Bodenschichten schließen ließen. Als Autodidakt führte er empirische Forschungen durch. Mit Versuchen über längere Zeiträume im Einzugsgebiet des nördlichen Athabasca River bis nach Fort McMurray war er durch systematische Analysen und strukturiertes Vorgehen schon Jahrzehnte vor dem in den 1970er Jahren ausbrechenden Ölboom in Alberta in der Lage, aus den Gas-Austritten auf die ursächlichen Ölvorkommen zu schließen und diese für eigene lokale Zwecke zu nutzen. 

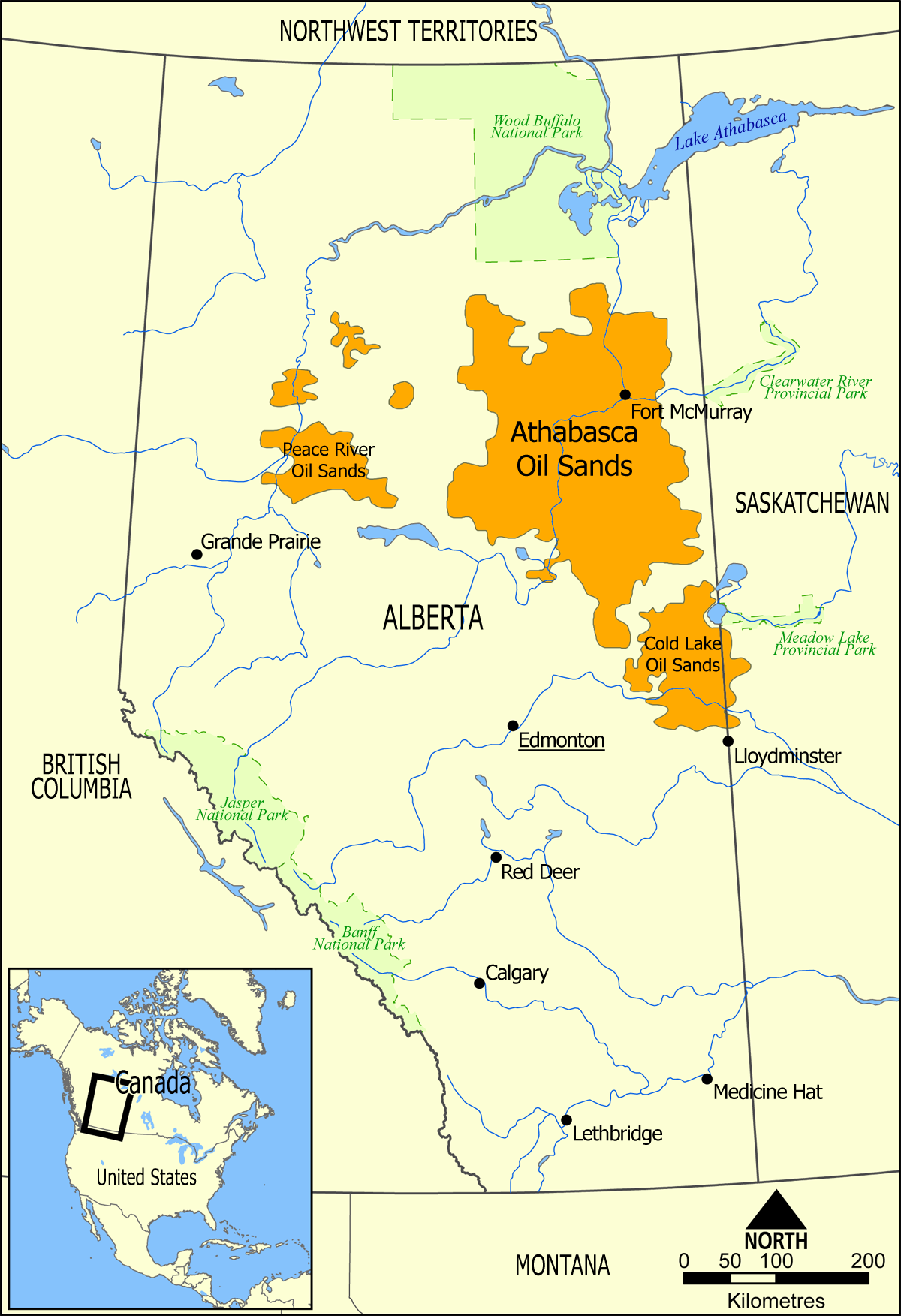
Die Athabasca-Ölsand-Gebiete; Pelican Portage liegt im Zentrum der Athabasca Oil Sands Region

 Naumanns Siedlungsgebiet lag im Zentrum der damals noch unbekannten riesigen Athabasca-Ölsandvorkommen. Er setzte diese Entdeckung bereits in den 1930er Jahren in die Praxis um und nutzte sie auf einfachste Weise vorerst für seine eigenen Bedürfnisse, indem er im Garten um sein Blockhaus am Athabasca River einfache Rohre senkrecht in das Erdreich setzte und die darin aus dem ölsandhaltigen Boden aufsteigenden Gase entzündete. Diese Dauerfackeln ermöglichten mit ihrer Wärmestrahlung im kalten Klima Kanadas überdurchschnittliche Ernteerträge an Gemüse und Kartoffeln, bis hin zu dort im Freilandanbau nicht wachsenden Tomaten und Gurken. Die Buchautoren David Halsey und Diana Landau, die ihn 1977/78 selbst bei einer Kanada-Reise kennenlernten und seine Gäste waren, schrieben dazu: „Tomaten und Kohlköpfe gedeihen sogar noch im Spätherbst in Dick Naumanns einzigartigem Garten, wo sie durch seine ungewöhnlichen Erdgasfackeln vor Kälte geschützt werden“ ( S. 59), belegt mit einem Foto dieser Fackeln. Seine Entdeckungen machten ihn in Alberta als „Dick Naumann von Upper Wells“ bekannt, dessen Anwesen in der Wildnis am Athabasca River schon von weitem durch seine Fackeln sichtbar wurde und dessen Gastfreundschaft für erschöpfte Reisende sprichwörtlich war.

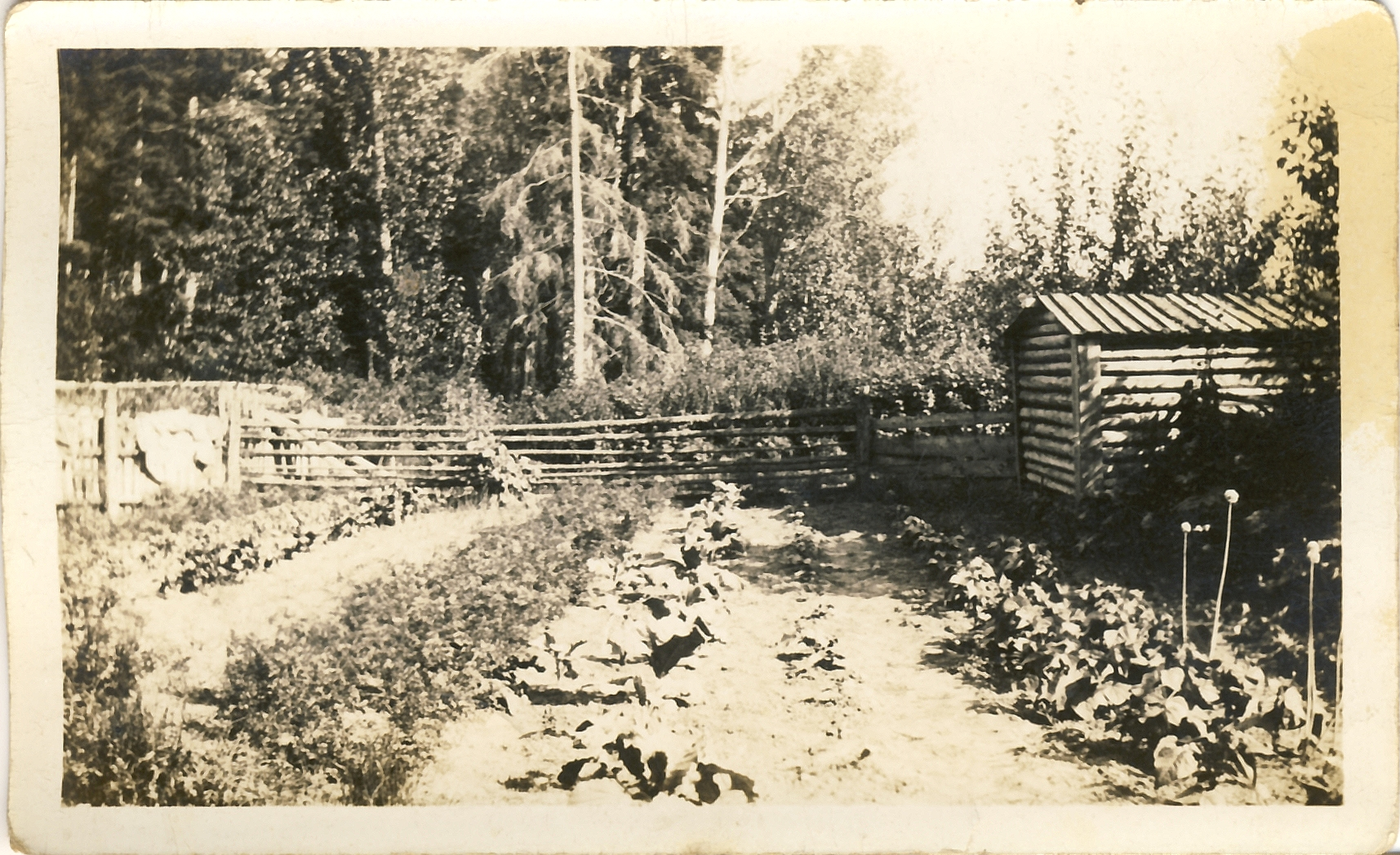
Naumanns erster Garten ca. 1930, im Bild rechts seine ersten „Naturgas-Fackeln“ zur Beheizung

Später führt er als Verwalter einer zentralen Sägemühle bei Pelican Settlement mit einem zugehörigen Logging-Camp (Holzfäller-Camp) und als Besitzer eines eigenen Stores diese einfache Gasgewinnungs-Technik und Gas-Nutzung ein und war somit auf diesem Gebiet als Pionier tätig.
Durch die von Naumann entwickelte lokale Naturgas-Nutzung an diesem Ort war er wiederum in der Lage, außer für den Bedarf seiner eigenen Familie auch gewerbsmäßig größere Mengen Kartoffeln und Gemüse für die Zentral-Küche des Sägewerkes und des Logging-Camps zu produzieren. Nach weiterem Ausbau wurden in diesem Sägewerk letztlich alle Motoren zum Antrieb der Kraft- und Arbeitsmaschinen, bis hin zum Betrieb der Waschmaschinen, mit Naturgas betrieben. Auch die Erzeugung von Wärme und Elektroenergie entwickelte Naumann aus der Nutzung des Naturgases. Seine Erfindung blieb nicht unbemerkt und legte den Grundstein für weitere wissenschaftliche Untersuchungen der Forscher der University of Calgary (Prof. V. Geist mit Forscherteam), die dann in diesem Territorium geologische und ökologische Untersuchungen durchführten. Das führte schließlich nach den 1970er Jahren zur weitläufigen Erkundung und Erschließung der Ölvorkommen in großem Stil in Alberta.
Naumann war auch als Kartograf tätig, da die Gebiete am nördlichen Athabasca River bis dahin fast unbesiedelt und unerforscht waren. Er war maßgeblich an der Erarbeitung präziserer Karten für seine Arbeiten als Naturforscher sowie für die Erschließung des im Ausbau befindlichen „Pelican Settlement“ beteiligt.